# Megamendung (plaats)
Megamendung is een bestuurslaag in het regentschap Bogor van de provincie West-Java, Indonesië. Megamendung telt 6561 inwoners (volkstelling 2010).